# Olympische Sommerspiele 1980/Leichtathletik – Kugelstoßen (Frauen)

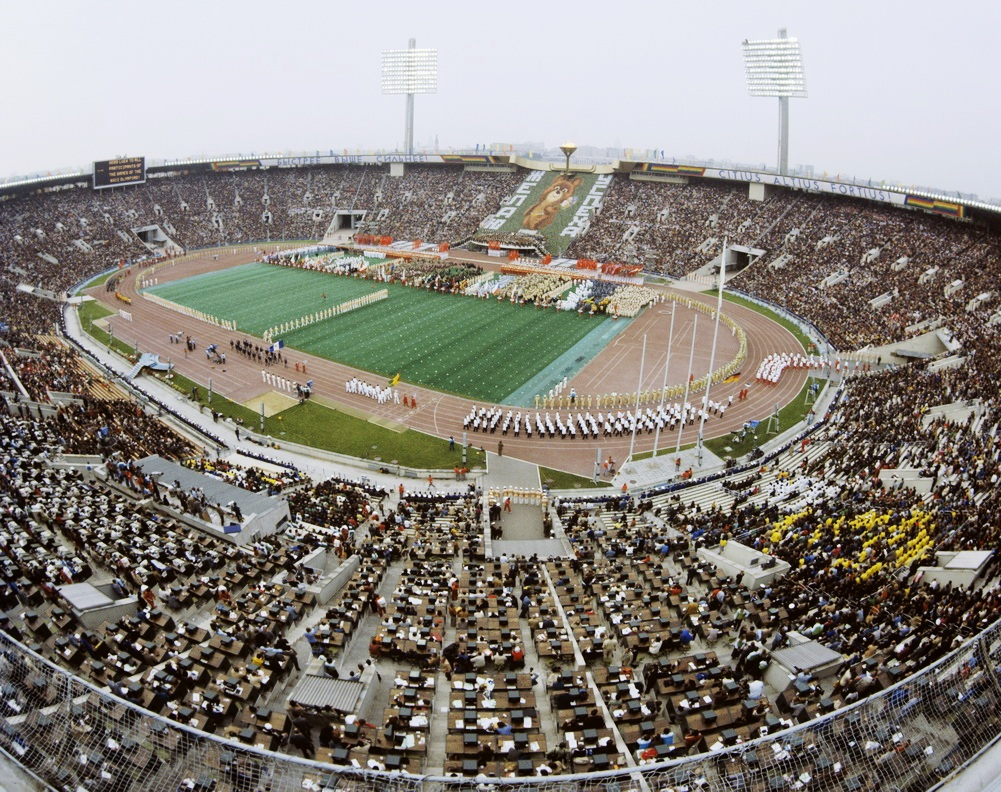
Das Luschniki-Stadion während der Eröffnungsfeier dieser Spiele

Das Kugelstoßen der Frauen bei den Olympischen Spielen 1980 in Moskau wurde am 24. Juli 1980 im Olympiastadion Luschniki ausgetragen. Vierzehn Athletinnen nahmen teil.
Olympiasiegerin wurde Ilona Slupianek, frühere Ilona Schoknecht und spätere Ilona Briesenick, aus der DDR. Sie gewann vor Swetlana Kratschewskaja aus der Sowjetunion und Margitta Pufe, frühere Margitta Ludewig bzw. Margitta Droese, aus der DDR.
Für die DDR ging neben den Medaillengewinnerinnen zudem Ines Reichenbach, spätere Ines Müller, an den Start, die Achte wurde.

Kugelstoßerinnen aus der Schweiz, Österreich und Liechtenstein nahmen nicht teil. Athletinnen aus der Bundesrepublik Deutschland waren wegen des Olympiaboykotts ebenfalls nicht dabei.

## Rekorde

### Bestehende Rekorde
| Weltrekord         | 22,45 m | Ilona Slupianek ( DDR)        | Potsdam, DDR (heute Deutschland) | 10. Mai 1980  |
| Olympischer Rekord | 21,16 m | Iwanka Christowa ( Bulgarien) | Finale OS Montreal, Kanada       | 31. Juli 1976 |

### Rekordverbesserung
Die Olympiasiegerin Ilona Slupianek aus der DDR verbesserte den bestehenden olympischen Rekord mit ihrem ersten Versuch im Finale am 24. Juli um 1,25 m auf 22,41 m. Ihren eigenen Weltrekord verfehlte sie nur um vier Zentimeter.

## Durchführung des Wettbewerbs
Die Athletinnen traten am 24. Juli um 18:35 Uhr Ortszeit Moskau (UTC+3) zum Wettkampf an. Aufgrund der geringen Teilnehmerinnenzahl von nur vierzehn Wettbewerberinnen wurde auf eine Qualifikationsrunde verzichtet.

## Legende
Kurze Übersicht zur Bedeutung der Symbolik – so üblicherweise auch in sonstigen Veröffentlichungen verwendet:
| x | ungültig |

## Finale
Datum: 24. Juli 1980, 18:35 Uhr
| Platz | Name                    | Nation           | Versuchsserie | Versuchsserie | Versuchsserie | Versuchsserie                               | Versuchsserie                               | Versuchsserie                               | Resultat (m) |
| Platz | Name                    | Nation           | Versuch 1 (m) | Versuch 2 (m) | Versuch 3 (m) | Versuch 4 (m)                               | Versuch 5 (m)                               | Versuch 6 (m)                               | Resultat (m) |
| 1     | Ilona Slupianek         | DDR              | 22,41 OR      | 21,81         | 21,42         | 21,60                                       | 22,00 m                                     | 21,85                                       | 22,41 OR     |
| 2     | Swetlana Kratschewskaja | Sowjetunion      | 20,00         | 20,67         | 21,42         | x                                           | 21,03                                       | x                                           | 21,42000     |
| 3     | Margitta Pufe           | DDR              | 21,20         | 21,07         | 20,42         | 20,72                                       | 20,05                                       | 20,36                                       | 21,20000     |
| 4     | Nunu Abaschydse         | Sowjetunion      | 20,74         | x             | x             | x                                           | 20,02                                       | 21,15                                       | 21,15000     |
| 5     | Werschinija Wesselinowa | Bulgarien        | 20,72         | 19,75         | 20,55         | 20,37                                       | x                                           | x                                           | 20,72000     |
| 6     | Elena Stojanowa         | Bulgarien        | 20,22         | 19,80         | 19,56         | 19,83                                       | 20,00                                       | 20,18                                       | 20,22000     |
| 7     | Natalja Achrimenko      | Sowjetunion      | 19,64         | 19,63         | 19,74         | x                                           | x                                           | 19,28                                       | 19,74000     |
| 8     | Ines Reichenbach        | DDR              | 19,19         | 19,66         | 19,49         | 19,03                                       | 19,65                                       | 19,63                                       | 19,66000     |
|       |                         |                  |               |               |               |                                             |                                             |                                             |              |
| 9     | María Elena Sarría      | Kuba             | 19,20         | 19,37         | 18,91         | nicht im Finale der besten acht Athletinnen | nicht im Finale der besten acht Athletinnen | nicht im Finale der besten acht Athletinnen | 19,37000     |
| 10    | Zdeňka Bartoňová        | Tschechoslowakei | 17,43         | 18,40         | x             | nicht im Finale der besten acht Athletinnen | nicht im Finale der besten acht Athletinnen | nicht im Finale der besten acht Athletinnen | 18,40000     |
| 11    | Iwanka Petrowa          | Bulgarien        | 18,34         | x             | 18,28         | nicht im Finale der besten acht Athletinnen | nicht im Finale der besten acht Athletinnen | nicht im Finale der besten acht Athletinnen | 18,34000     |
| 12    | Gael Mulhall            | Australien       | 17,45         | x             | 18,00         | nicht im Finale der besten acht Athletinnen | nicht im Finale der besten acht Athletinnen | nicht im Finale der besten acht Athletinnen | 18,00000     |
| 13    | Angela Littlewood       | Großbritannien   | 16,14         | 16,35         | 17,53         | nicht im Finale der besten acht Athletinnen | nicht im Finale der besten acht Athletinnen | nicht im Finale der besten acht Athletinnen | 17,53000     |
| 14    | Cinzia Petrucci         | Italien          | 17,17         | 17,00         | 17,28         | nicht im Finale der besten acht Athletinnen | nicht im Finale der besten acht Athletinnen | nicht im Finale der besten acht Athletinnen | 17,28000     |

Topfavoritin war die Weltrekordlerin Ilona Slupianek. Ihre Vorgängerin als Weltrekordinhaberin Helena Fibingerová, die 1978 Vizeeuropameisterin hinter Slupianek geworden war, fehlte wegen einer Rückenverletzung. So lag Slupianek, unter ihrem Namen Ilona Schoknecht auch Olympiafünfte 1976, mit ihren vor den Spielen erzielten Weiten deutlich vor allen anderen Teilnehmerinnen. Zu den Anwärterinnen für die Medaillen gehörten Slupianeks Teamkollegin Margitta Pufe, unter dem Namen Margitta Droese EM-Dritte 1978, Swetlana Kratschewskaja aus der UdSSR, EM-Vierte 1978, sowie weitere Athletinnen aus der UdSSR und Bulgarien.
Ilona Slupianek erzielte bereits in der ersten Runde 22,41 m. Damit verbesserte sie den olympischen Rekord um weit mehr als einen Meter und blieb nur vier Zentimeter unter ihrem eigenen Weltrekord. In den folgenden fünf Versuchen konnte sie sich zwar nicht mehr steigern, doch jeder ihrer Stöße hätte für die Goldmedaille gereicht. Ihr schlechtester Stoß landete im dritten Versuch bei 21,42 m. Das war exakt die gleiche Weite, die auch Kratschewskaja als Bestweite ebenfalls im dritten Durchgang erreichte. Damit gewann Swetlana Kratschewskaja die Silbermedaille. Sie hatte 22 Zentimeter Vorsprung vor Bronzemedaillengewinnerin Margitta Pufe. Vierte wurde Nunu Abaschydse aus der UdSSR, die mit 21,15 m ebenfalls noch die 21-Meter-Marke übertraf.

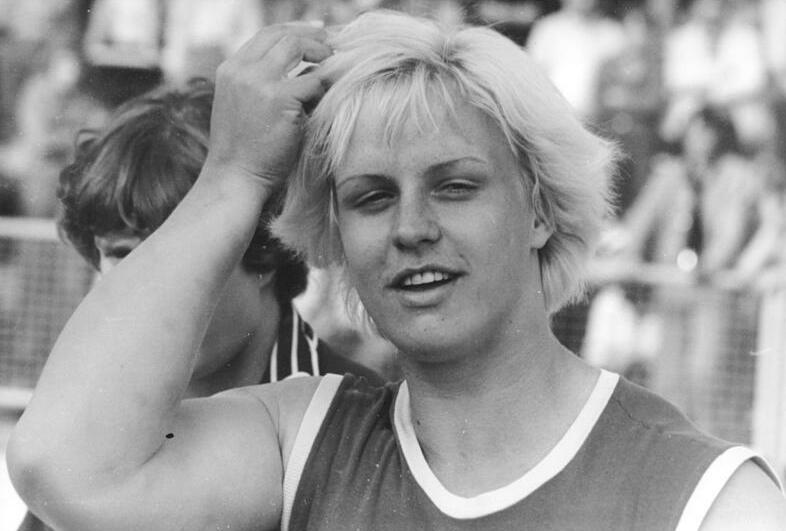
Hier gab es einen klaren Favoritensieg für Ilona Slupianek
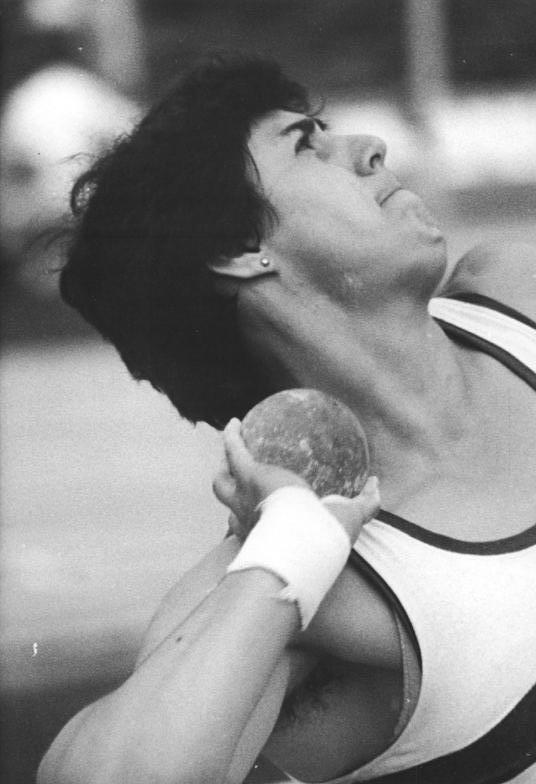
Ines Reichenbach erreichte Rang acht

## Videolinks
- 22m41cm (73 ft7)! in Women's Shot Put Event 1980 Moscow Olympics.mpg, youtube.com, abgerufen am 4. Januar 2018
- 1980 Olympics Iliona Slupionek GDR Shot Put, youtube.com, abgerufen am 4. November 2021